# العلاقات الأسترالية النيكاراغوية
العلاقات الأسترالية النيكاراغوية هي العلاقات الثنائية التي تجمع بين أستراليا ونيكاراغوا.

## مقارنة بين البلدين
هذه مقارنة عامة ومرجعية للدولتين:
| وجه المقارنة                                              | أستراليا                                   | نيكاراغوا        |
| --------------------------------------------------------- | ------------------------------------------ | ---------------- |
| المساحة (كم2)                                             | 7.69 مليون                                 | 130.38 ألف       |
| عدد السكان (نسمة)                                         | 24.51 مليون                                | 6.22 مليون       |
| الكثافة السكانية (ن./كم²)                                 | 3.19                                       | 47.71            |
| العاصمة                                                   | كانبرا، ملبورن                             | ماناغوا          |
| اللغة الرسمية                                             | لغة إنجليزية                               | اللغة الإسبانية  |
| العملة                                                    | دولار أسترالي، جنيه إسترليني، جنيه أسترالي | كوردبا نيكاراغوا |
| الناتج المحلي الإجمالي (بليون دولار)                      | 1.32 تريليون                               | 13.81 مليار      |
| الناتج المحلي الإجمالي (تعادل القوة الشرائية) بليون دولار | 1.10 تريليون                               | 31.63 مليار      |
| الناتج المحلي الإجمالي الاسمي للفرد دولار أمريكي          | 56.31 ألف                                  | 2.09 ألف         |
| الناتج المحلي الإجمالي للفرد دولار أمريكي                 | 45.92 ألف                                  | 4.92 ألف         |
| مؤشر التنمية البشرية                                      | 0.939                                      | 0.631            |
| رمز المكالمات الدولي                                      | +61                                        | +505             |
| رمز الإنترنت                                              | .au                                        | .ni              |
| المنطقة الزمنية                                           |                                            | 00               |

## منظمات دولية مشتركة
يشترك البلدان في عضوية مجموعة من المنظمات الدولية، منها:
| علم المنظمة | اسم المنظمة                               | تاريخ انضمام أستراليا | تاريخ انضمام نيكاراغوا |
| ----------- | ----------------------------------------- | --------------------- | ---------------------- |
|             | يونسكو                                    | 4 نوفمبر 1946         | 22 فبراير 1952         |
|             | مؤسسة التمويل الدولية                     | 20 يوليو 1956         | 20 يوليو 1956          |
|             | المركز الدولي لتسوية المنازعات الاستشارية | 1 يونيو 1991          | 19 أبريل 1995          |
|             | منظمة حظر الأسلحة الكيميائية              | ?                     | ?                      |
|             | مؤسسة التنمية الدولية                     | 24 سبتمبر 1960        | 30 ديسمبر 1960         |
|             | منظمة التجارة العالمية                    | ?                     | ?                      |
|             | وكالة ضمان الاستثمار متعدد الأطراف        | 10 فبراير 1999        | 12 يونيو 1992          |
|             | الاتحاد البريدي العالمي                   | ?                     | ?                      |
|             | منظمة الشرطة الجنائية الدولية             | ?                     | ?                      |
|             | الأمم المتحدة                             | 1 نوفمبر 1945         | 24 أكتوبر 1945         |
|             | الاتحاد الدولي للاتصالات                  | 27 مايو 1878          | 12 مايو 1926           |
|             | البنك الدولي للإنشاء والتعمير             | 5 أغسطس 1947          | 14 مارس 1946           |

## أعلام
هذه قائمة لبعض الشخصيات التي تربطها علاقات بالبلدين:
- مصطفى أميني (لاعب كرة قدم أسترالي، 20 أبريل 1993[27] – )

## وصلات خارجية
- موقع وزارة الخارجية الأسترالية
- موقع وزارة الخارجية النيكاراغوية